# Trò chơi bắn súng góc nhìn thứ nhất trực tuyến nhiều người chơi
Trò chơi bắn súng góc nhìn thứ nhất trực tuyến nhiều người chơi (MMOFPS) pha trộn giữa thể loại bắn súng góc nhìn thứ nhất và game trực tuyến nhiều người chơi, có thể còn nằm dưới dạng game trên nền web, nơi có một số lượng rất lớn người chơi tương tác với nhau trong một thế giới ảo. MMOFPS là một thể loại game trực tuyến với số lượng lớn người chơi cùng lúc theo kiểu game bắn súng góc nhìn thứ nhất. Những game dạng này thường có quy mô lớn đôi lúc còn chiến đấu theo nhóm. Ngoài việc bổ sung tính lâu dài trong thế giới game có nghĩa là những game này còn thêm thắt các yếu tố đặc trưng của thể loại game nhập vai. Tuy vậy, các game MMOFPS lại nhấn mạnh đến kỹ năng của người chơi nhiều hơn chỉ số nhân vật của họ, vì chẳng có phần thưởng trong game nào có thể bù đắp cho một người chơi không có khả năng nhắm bắn và suy nghĩ mang tầm chiến lược.
Neocron đôi khi còn được coi là MMOFPS đầu tiên, hầu hết đều xem nó như là một dạng lai giữa thể loại MMORPG và bắn súng góc nhìn thứ nhất, với PlanetSide về sau cho phép 399 người chơi đều chiến đấu với nhau trên cùng một bản đồ. Một số người có thể cân nhắc trò MAG của hãng Zipper là một MMOFPS vì nó cho phép lên đến 256 người chơi chiến đấu với nhau trên cùng một bản đồ. MMOFPS lớn nhất cho đến nay là PlanetSide 2, phần tiếp theo của bản đầu tiên. Nó có thể hỗ trợ lên đến 1.200 người chơi trong cùng một bản đồ, hay lục địa của trò chơi với mức tối đa là 4.800 người chơi trên một máy chủ duy nhất chiến đấu trên khắp các châu lục khác nhau. Một MMOFPS đáng chú ý gần đây là Dust 514 do hãng CCP phát triển và dự tính hợp nhất với MMORPG EVE Online. Trò chơi được phát hành vào ngày 14 tháng 5 năm 2013.
Ngoài ra nhiều MMOFPS còn có sự hiện diện của một nền kinh tế sống theo đúng nghĩa. Vật phẩm và tiền ảo có thể kiếm được trong suốt quá trình chơi game và có giá trị nhất định cho người chơi. Một nền kinh tế ảo có thể được phân tích (sử dụng dữ liệu được ghi lại trong game) và có giá trị trong việc nghiên cứu kinh tế; điều quan trọng hơn là nền kinh tế "ảo" có thể tác động đến nền kinh tế của thế giới thực.